# Български културен център в Казахстан
Български културен център в Казахстан (на руски: Болгарский культурный центр в Казахстане; на казахски: Қазақстандағы болгар мәдени орталығы) е културна неправителствена организация на българите в Казахстан, регистрирана на 6 декември 1995 година.
Нейното седалище е Астана, а председател е Олег Димов.
Центърът е от типа на създаваните в съответствие с конституцията на страната национални културни центрове на малцинствата – руски, украински, полски, немски, гръцки и т.н. Българският културен център в Астана е с национален статут, към него са следните български организации:
- Български културен център на депортираните българи „Възраждане“, гр. Атърау
- Български културен център, гр. Алмати
- Български културен център, гр. Актобе
- Български културен център, гр. Темиртау